# Diphyus discus
Diphyus discus är en stekelart som först beskrevs av Cresson 1864.  Diphyus discus ingår i släktet Diphyus och familjen brokparasitsteklar. Inga underarter finns listade i Catalogue of Life.